# 洪椿坪
洪椿坪（こうちんへい）は、中華人民共和国四川省楽山市峨眉山市峨眉山にある仏教寺院。

## 歴史
明の初期、僧侶の楚山性一により千仏禅院として開かれる。またの名は千仏庵という。崇禎4年（1631年）、僧侶の徳心と鋭峰は寺院を再建した。
清の康熙年間、康熙帝から「忘塵慮」の額を賜った。雍正元年（1723年）、果親王胤礼から「発弘四願」の横額を賜った。乾隆43年（1778年）、火難に遭って焼失した。乾隆55年（1790年）、僧侶の峨雲は寺院を再建した。再建後に「洪椿坪」に改名して。
1936年、蒋介石が短期間滞在していたことでも知られています。
1983年、中華人民共和国国務院は仏寺を漢族地区仏教全国重点寺院に認定した。2002年12月27日、四川省人民政府は仏寺を四川省文物保護単位に認定した。2006年5月25日に峨眉山の史跡群のひとつとして全国重点文物保護単位に登録された。

## 伽藍
山門、天王殿、大雄宝殿、観音殿、普賢殿

## ギャラリー
- 山門
- 千仏楼
- 大雄宝殿
- 普賢殿
- 普賢殿